# Años 1560
Los años 1560 o década del 1560 empezó el 1 de enero de 1560 y terminó el 31 de diciembre de 1569.

## Acontecimientos
- 1566 - Pío V sucede a Pío IV como papa.
- 1564 - Nacimiento de Galileo Galilei en Pisa.
- 1564 - Nacimiento o bautismo de William Shakespeare.
- 1567 - Nacimiento o bautismo de Carlo Monteverdi.
- 1567 - Se funda Caracas, capital de Venezuela.

## Personas destacadas
- El Greco (1541-1614)